# Wereldkampioenschappen schermen 1977
De 28ste wereldkampioenschappen schermen werden gehouden in Buenos Aires, Argentinië van 14 tot 24 juli 1977. De organisatie lag in de handen van de FIE.

## Medailles

### Mannen
| Onderdeel   | Goud                                                                  | Goud           | Zilver                                                                                   | Zilver         | Brons                                                                   | Brons       |
| ----------- | --------------------------------------------------------------------- | -------------- | ---------------------------------------------------------------------------------------- | -------------- | ----------------------------------------------------------------------- | ----------- |
| Degen       |                                                                       |                |                                                                                          |                |                                                                         |             |
| Individueel | Johan Harmenberg                                                      | Zweden         | Rolf Edling                                                                              | Zweden         | Patrice Gaille                                                          | Zwitserland |
| Ploegen     | Johan Harmenberg Rolf Edling Leif Högström Hans Jacobson              | Zweden         | Daniel Giger Patrice Gaille Christian Kauter François Suchanecki                         | Zwitserland    | Boris Loekomski Asjot Karagian Leonid Doenajev Aleksandr Aboesjakhmetov | Sovjet-Unie |
| Floret      |                                                                       |                |                                                                                          |                |                                                                         |             |
| Individueel | Aleksandr Romankov                                                    | Sovjet-Unie    | Harald Hein                                                                              | West-Duitsland | Carlo Montano                                                           | Italië      |
| Ploegen     | Harald Hein Matthias Behr Thomas Bach Klaus Reichert                  | West-Duitsland | Andrea Borella Fabio Dal Zotto Giovanni Battista Coletti Carlo Montano Attilio Calatroni | Italië         | Aleksandr Romankov Vladimir Smirnov Sabirzjan Roezijev Sergej Isakov    | Sovjet-Unie |
| Sabel       |                                                                       |                |                                                                                          |                |                                                                         |             |
| Individueel | Pál Gerevich                                                          | Hongarije      | Vladimir Naslimov                                                                        | Sovjet-Unie    | Angelo Arcidiacono                                                      | Italië      |
| Ploegen     | Michail Boertsev Vladimir Naslimov Aleksandr Nikisjin Viktor Basjenov | Sovjet-Unie    | Dan Irimiciuc Cornel Marin Ioan Pop Alexandru Nilca                                      | Roemenië       | Imre Gedővári Pál Gerevich Ferenc Hammang Tamás Kovács                  | Hongarije   |

### Vrouwen
| Onderdeel   | Goud                                                            | Goud        | Zilver                                                          | Zilver         | Brons                                                                          | Brons     |
| ----------- | --------------------------------------------------------------- | ----------- | --------------------------------------------------------------- | -------------- | ------------------------------------------------------------------------------ | --------- |
| Floret      |                                                                 |             |                                                                 |                |                                                                                |           |
| Individueel | Valentina Sidorova                                              | Sovjet-Unie | Jelena Belova                                                   | Sovjet-Unie    | Ildikó Schwarczenberger                                                        | Hongarije |
| Ploegen     | Olga Knjazeva Valentina Sidorova Nailia Giljazova Jelena Belova | Sovjet-Unie | Karin Rutz Ute Kircheis-Wessel Brigitte Oertel Cornelia Hanisch | West-Duitsland | Ecaterina Iencic-Stahl Suzana Ardeleanu Magdalena Bartoș Marcela Moldovan-Zsak | Roemenië  |

## Medaillespiegel
| Plaats | Land           | Goud | Zilver | Brons | Totaal |
| 1      | Sovjet-Unie    | 4    | 2      | 2     | 8      |
| 2      | Zweden         | 2    | 1      | 0     | 3      |
| 3      | West-Duitsland | 1    | 2      | 0     | 3      |
| 4      | Hongarije      | 1    | 0      | 2     | 3      |
| 5      | Italië         | 0    | 1      | 2     | 3      |
| 6      | Roemenië       | 0    | 1      | 1     | 2      |
| 6      | Zwitserland    | 0    | 1      | 1     | 2      |
| Totaal | Totaal         | 8    | 8      | 8     | 24     |

1937 · 1938 · 1947 · 1948 · 1949 · 1950 · 1951 · 1952 · 1953 · 1954 · 1955 · 1956 · 1957 · 1958 · 1959 · 1961 · 1962 · 1963 · 1965 · 1966 · 1967 · 1969 · 1970 · 1971 · 1973 · 1974 · 1975 · 1977 · 1978 · 1979 · 1981 · 1982 · 1983 · 1985 · 1986 · 1987 · 1988 · 1989 · 1990 · 1991 · 1992 · 1993 · 1994 · 1995 · 1997 · 1998 · 1999 · 2000 · 2001 · 2002 · 2003 · 2004 · 2005 · 2006 · 2007 · 2008 · 2009 · 2010 · 2011 · 2012 · 2013 · 2014 · 2015 · 2016 · 2017 · 2018 · 2019 · 2022 · 2023